# (155) Scylla
Pour les articles homonymes, voir Scylla.
(155) Scylla est un astéroïde de la ceinture principale découvert par Johann Palisa le 8 novembre 1875.
Il est nommé d'après le monstre Scylla de la mythologie grecque.